# 別列濟夫卡 (塔拉拉伊夫卡區)
50°43′1″N 32°59′28″E / 50.71694°N 32.99111°E
別列濟夫卡（烏克蘭語：Березівка），是烏克蘭北部的村莊，隸屬切爾尼希夫州的普里盧基區。該村始建於1666年，面積3.73平方公里，海拔高度122米，2001年人口615，人口密度每平方公里165.1人。